# Galactia smallii
Galactia smallii là một loài thực vật có hoa trong họ Đậu. Loài này được A.Herndon miêu tả khoa học đầu tiên.